# Penguin Cafe Orchestra
La Penguin Cafe Orchestra è stato un gruppo musicale inglese.
Leader del gruppo fu Simon Jeffes (Sussex, Inghilterra, 1949-1997), un chitarrista di formazione classica, compositore e arrangiatore, che, assieme alla violoncellista Helen Liebmann, fu cofondatore del gruppo e membro permanente. Il resto dei musicisti spesso fu invece arruolato in base alle esigenze di singoli pezzi o esibizioni. La Penguin Cafe Orchestra fu attiva nell'arco di ventiquattro anni, fino alla morte di Jeffes.

## Storia del gruppo
Il gruppo, fondato nel 1974, pubblicò il primo album, Music from the Penguin Cafe, nel 1976, per l'etichetta sperimentale Obscure Records di Brian Eno. Realizzato da un organico di quattro musicisti e considerato un anticipatore della world music, l'album rimase pressoché ignorato per alcuni anni. Il primo concerto di rilievo della formazione avvenne nel 1977 alla Roundhouse, a supporto dei Kraftwerk. Anche grazie all'aumento della notorietà della world music che, durante gli anni ottanta, ispirò musicisti "radiofonici" quali Paul Simon e Peter Gabriel, la Penguin Cafè Orchestra godette di un significativo aumento di popolarità.
Un organico ampliato confluisce nel secondo album (Penguin Cafe Orchestra, del 1981). A partire da questa pubblicazione, la formazione iniziò ad incidere con maggiore regolarità. La Penguin Cafe Orchestra intraprese un maggior numero di concerti a partire dal 1982, anno in cui organizzò un tour in Giappone. Il più "folk" Broadcasting from Home del 1984 vide il complesso aumentato a dodici membri, mentre Signs of Life, uscito nel 1987, mantiene la vena eclettica del gruppo, sebbene rimanga il più austero della loro discografia.
Durante la propria carriera il gruppo partecipò a numerosi concerti in tutto il mondo. Jeffes intraprese il progetto Arcane, con cui pubblicò un omonimo album (1995). In seguito alla morte prematura di Jeffes, dovuta ad un tumore al cervello, la formazione si sciolse ed alcuni membri del complesso pubblicarono, nel 2000, Piano Music, una raccolta di brani inediti attribuiti al compositore. I membri del gruppo si riunirono nel 2007 per una serie di concerti in memoria di Jeffes, che vennero realizzati alla Union Chapel di Islington, a Londra.

## Stile musicale
Il repertorio dei Penguin Cafe Orchestra è sui generis, malinconico, elegante e vecchia maniera e combina fra loro la struttura della musica barocca, quella della musica rinascimentale, elementi di bizzarro folk e un'estetica minimalista. La musica del gruppo venne definita "moderna musica da camera semi-acustica", ed è considerata importante precorritrice della new age "per complesso".

## Discografia

### Album
- 1976 Music from the Penguin Cafe
- 1981 Penguin Cafe Orchestra
- 1984 Broadcasting from Home
- 1987 Signs of Life
- 1993 Union Cafe

### Colonne Sonore
- Night Shift (1982) ("Cutting Branches for a Temporary Shelter")
- Malcolm (1986) ("Music For A Found Harmonium," "Paul's Dance," "Yodel 1," "Yodel 2," "Telephone And Rubber Band," "The Ecstasy Of Dancing Fleas")
- Talk Radio trailer (1988) ("Telephone and Rubber Band")
- Oskar und Leni (1999) (soundtrack was released on CD, containing 10 songs from Union Cafe and Concert Program)
- Chuck and Buck (2000) ("Air a Danser," "Paul's Dance," "Prelude and Yodel," "Nothing Really Blue")
- Slim Susie (2003) ("Perpetuum Mobile")
- The Good Girl (2002) ("Air" and "Steady State")
- The Princess and the Warrior official soundtrack (2000) ("Nothing Really Blue")
- Napoleon Dynamite official soundtrack (2005) ("Music for a Found Harmonium")
- It's All Gone Pete Tong official soundtrack (2005) ("Music for a Found Harmonium")
- Hewlett-Packard commercial (2006) ("Perpetuum Mobile")
- 3 lbs episode "Lost for Words" (2006) ("Perpetuum Mobile")
- Year of the Dog (2007) ("Music for a Found Harmonium")
- All the Little Animals music written by Simon Jeffes, performed and recorded by PCO members Geoffrey Richardson, Jennifer Maidman and Steve Fletcher
- Capitalism: A Love Story (2009) ("Music for a Found Harmonium")
- Mary and Max (2009) ("Perpetuum Mobile", "Prelude and Yodel")
- Origin Energy "Sustainability Drive" commercial ("Perpetuum Mobile")
- The Handmaid's Tale (2017) ("Perpetuum Mobile")
- It's a Sin (2020) ("Telephone and Rubber Band")

### Raccolte
- 1996 Preludes, Airs & Yodels
- 2001 A Brief History
- 2001 History
- 2004 The Second Penguin Cafe Orchestra Sampler

### Album Live
- When in Rome... (1988) EGED56
- Concert Program (1995) ZOPFD 002